# John Alexander McClernand
John Alexander McClernand (Contea di Breckinridge, 30 maggio 1812 – Springfield, 20 settembre 1900) è stato un avvocato, politico e generale statunitense che combatté con l'Unione la guerra di secessione americana.
Fu un classico caso di politico in uniforme entrato in guerra con ufficiali di professione che frequentarono la United States Military Academy. Fu un importante Democratico dell'Illinois e rappresentante al Congresso degli Stati Uniti d'America prima della guerra, e prestò servizio come subordinato di Ulysses Simpson Grant nel Teatro occidentale, combattendo le battaglie di Belmont, Fort Donelson e Shiloh nel 1861–1862.
Amico intimo ed alleato politico di Abraham Lincoln, a McClernand fu concesso il permesso di reclutare uomini per condurre un'operazione contro Vicksburg (Mississippi) che avrebbe potuto competere con l'operato di Grant, suo comandante. Grant riuscì a neutralizzare McClernand dopo che condusse una spedizione a vincere la battaglia di Fort Hindman, e McClernand divenne comandante anziano dell'esercito di Grant nella campagna di Vicksburg del 1863. Durante l'assedio di Vicksburg Grant tolse McClernand dal comando per le intemperanti e non autorizzate dichiarazioni rilasciate alla stampa, mettendo fine alla rivalità che aveva causato disagi a Grant fin dall'inizio della guerra. McClernand lasciò l'esercito nel 1864 e divenne giudice e politico.

## Gioventù e carriera politica
McClernand nacque nella contea di Breckinridge nei pressi di Hardinsburg, in Kentucky, ma la sua famiglia si trasferì a Shawneetown (Illinois) quando era ancora giovane. La gioventù e l'inizio di carriera furono simili a quelli di un altro avvocato dell'Illinois del tempo, Abraham Lincoln. Fu educato ed ammesso alla bar dell'Illinois nel 1832. Nello stesso anno prestò servizio come volontario nella guerra di Falco Nero (Lincoln fu per breve tempo capitano).
Nel 1835 McClernand fondò il giornale Shawneetown Democrat di cui fu editore. Da Democratico fu eletto nel 1836 e nel 1840–1843 alla Camera dei rappresentanti dell'Illinois, e nel 1843–1851 e nel 1859–1861 fu rappresentante al Congresso degli Stati Uniti d'America. Durante il suo primo mandato fu contrastato duramente da Wilmot Proviso, mentre nel secondo mandato fu un convinto Unionista ed introdusse la risoluzione del 15 luglio 1861, chiedendo soldi ed uomini al governo nazionale. Fu noto per la sua oratoria ampollosa e per la sua adesione ai principi Jacksoniani. Non amava il fatto che gli abolizionisti guadagnassero favori tra i suoi colleghi, molti dei quali provenivano da stati del sud come lui. Nel 1860 fu sconfitto nella corsa per diventare Presidente della Camera dei rappresentanti. La coalizione dei rappresentanti che gli si opposero obiettarono alla sua visione moderata riguardo allo schiavismo e all'importanza di conservare l'Unione.
Da politico McClernand rimase un convinto Democratico Unionista, come il proprio mentore Stephen A. Douglas. McClernand fu alleato di Douglas e suo collega nella camera durante il compromesso del 1850, ed in seguito fu uno dei suo sostenitori nella Convenzione democratica nazionale del 1860 tenutasi a Charleston.
Nel novembre 1842 McClernand sposò Sarah Dunlap di Jacksonville, Illinois, amica di Mary Todd Lincoln. Sarah era la figlia di James Dunlap, che fu quartiermastro dello Union Army nel corso della guerra civile, infine nominato brevetto maggior generale. Il figlio di John e Sarah, Edward John McClernand, fu un famoso generale di brigata dello United States Army durante le guerre indiane e nella guerra filippino-americana.

## Guerra di secessione americana

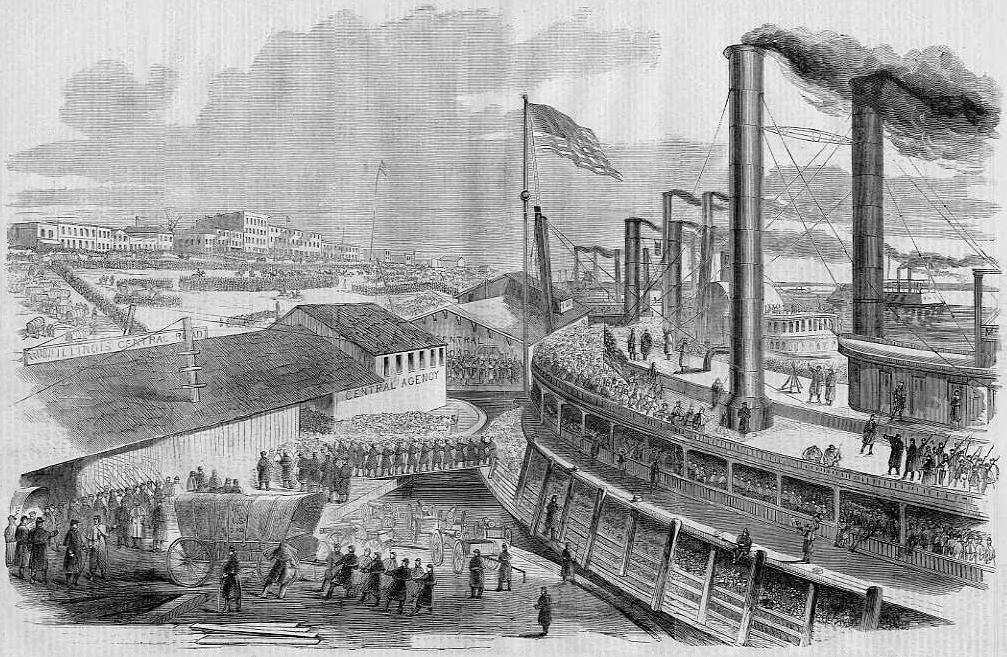
Embarkation of General McClernand's Brigade at Cairo

Diede le dimissioni dal Congresso, reclutò la "brigata McClernand" in Illinois e fu nominato generale di brigata dei volontari il 17 maggio 1861. Il suo compito di generale non si basò sulla breve esperienza nella guerra di Falco Nero, ma sul desiderio di Lincoln di tenere legami politici con i democratici dell'Illinois meridionale. Fu secondo in comando di Ulysses Simpson Grant nella battaglia di Belmont (Missouri) del novembre 1861, e comandò la 1ª divisione dell'esercito di Grant a Fort Donelson. La sua divisione, i cui fianchi non erano coperti a dovere, fu colpita da un attacco a sorpresa il 15 febbraio 1862, e respinta di almeno 3 km prima di riuscire ad ottenere rinforzi. Il 21 marzo 1862 fu promosso maggior generale del volontari per quanto fatto a Donelson. Nella battaglia di Shiloh comandò una divisione che resistette, con quella di William Tecumseh Sherman, al duro assalto confederato della chiesa di Shiloh.

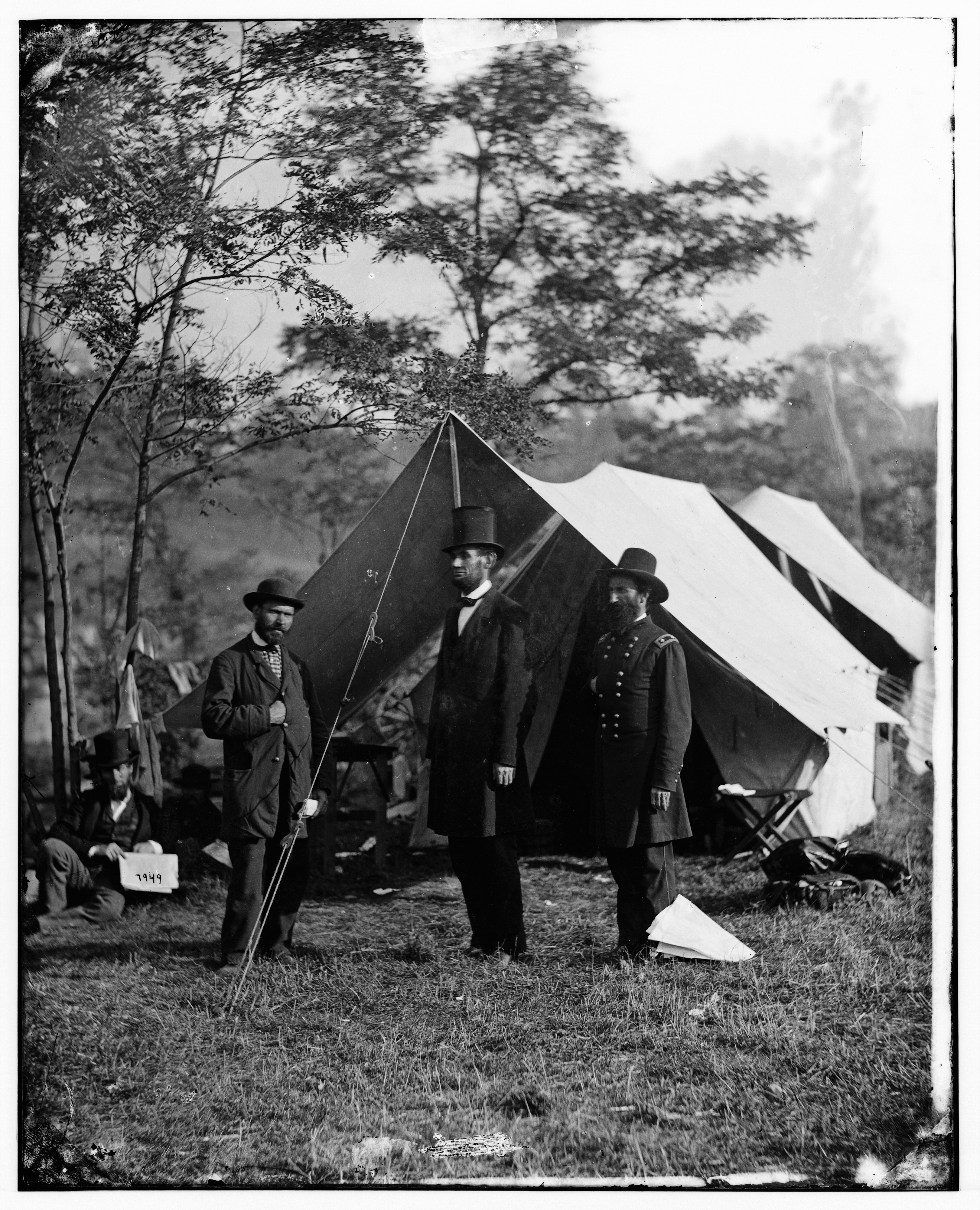
McClernand (destra) con Abraham Lincoln durante l'ispezione del campo di battaglia di Antietam; Allan Pinkerton si trova a sinistra

Il servizio di McClernand da maggior generale fu contaminato da manovre politiche e criticato dai colleghi. Comunicò direttamente col proprio comandante in capo, il presidente Lincoln, criticando le strategie degli altri generali compresi George B. McClellan nel Teatro orientale e Grant ad ovest. Nell'ottobre 1862 McClernand utilizzò la propria influenza politica con il governatore dell'Illinois Richard Yates per ottenere un congedo e visitare Washington ed il presidente Lincoln, nella speranza di ricevere un importante comando indipendente. Il Segretario alla Guerra Edwin McMasters Stanton gli concesse di andare a nord per reclutare truppe per la spedizione contro Vicksburg. All'inizio di gennaio del 1863, a Milliken's Bend, McClernand sostituì Sherman a capo degli uomini che stavano discendendo il Mississippi. L'11 gennaio 1863 conquistò Arkansas Post con una spedizione suggerita da Sherman. Il 17 gennaio Grant, dopo aver ricevuto il parere dell'ammiraglio David Dixon Porter e del generale Sherman secondo i quali McClernand era incompetente, unì una parte dei suoi uomini a quelli di McClernand ed assunse il comando in prima persona, e tre giorni dopo ordinò a McClernand di tornare a Milliken's Bend. Per il resto della campagna di Vicksburg vi furono frizioni tra McClernand ed i colleghi. Causò la rimozione di Grant dicendo alla stampa che Grant beveva durante la campagna.
McClernand fece sbarcare i suoi uomini sull'argine del Mississippi a Young's Point, dove "patirono le forti piogge invernali e la mancanza di rifugi. Non furono date tende alle truppe perché si trovavano nel raggio dei cannoni [Confederati] di Vicksburg; così gli uomini più intraprendenti scavarono buche sull'argine e si coprirono con le coperte di gomma nera. Affondati nel fango fino al ginocchio e stanchi per le recenti spedizioni, molti soldati si ammalarono. Vi furono molti casi di vaiolo. Le tende mediche furono erette sul lato opposto dell'argine e si affollarono di uomini malati. Molti morirono, e l'argine si riempì di tombe".
Secondo Grant a Champion Hill (16 maggio 1863) McClernand fu lento, ma aspetto che l'insubordinazione fosse abbastanza palese da giustificare la rimozione politica del potente rivale. Dopo un sanguinoso e fallimentare attacco alle trincee di Vicksburg (ordinato da Grant), McClernand scrisse una lettera di encomio per i propri uomini che fu pubblicata dalla stampa, mentre le lettere del dipartimento e di Grant non lo furono. Fu sollevato dal comando il 18 giugno, due settimane prima della caduta di Vicksburg, e fu sostituito dal maggior generale Edward O. C. Ord.
Il presidente Lincoln, capendo l'importanza di restare amico di un capo dei democratici dell'Illinois, rimise McClernand al comando sul campo nel 1864. Il 20 febbraio 1864 McClernand tornò al suo vecchio XIII Corpo, ormai parte del dipartimento del Golfo. La malattia limitò il suo ruolo e dopo l'inizio della campagna del Red River McClernand fu sostituito al comando da Thomas Edwin Greenfield Ransom. Pe molti giorni alla fine di aprile McClernand tornò sul campo a comandare il distaccamento di due divisioni del XIII Corpo impegnate nella campagna del Red River. Diede le dimissioni dall'esercito il 30 novembre 1864 e giocò un ruolo fondamentale nel funerale di Lincoln, suo vecchio rivale.

## Vita post-bellica
McClernand fu giudice distrettuale di Sangamon (Illinois) nel 1870–1873, e presidente della convenzione democratica nazionale del 1876. L'ultimo incarico pubblico di McClernand fu in un consiglio federale che controllava il territorio dello Utah. Nonostante le dimissioni ricevette una pensione dall'esercito a causa di un atto del Congresso.
John McClernand morì a Springfield (Illinois) e fu sepolto nel cimitero di Oak Ridge.